# Closter
Closter är en kommun av typen borough i Bergen County i New Jersey. Vid 2010 års folkräkning hade Closter 8 373 invånare.